# Anders Kallur
Anders Kallur (né le 6 juillet 1952 à Ludvika en Suède) est un joueur professionnel de hockey sur glace. Il est avec son compatriote Stefan Persson le premier joueur européen à remporter la coupe Stanley de la Ligue nationale de hockey.

## Carrière de joueur
En 1974, il débute au Falu IF. Deux ans plus tard, il part au IF Tunabro pensionnaire de l'Allsvenskan. En 1974, il signe à MODO hockey et termine meilleur buteur de la division 1. L'équipe accède la saison suivante en Elitserien. Il joue ensuite au Södertälje SK et à Djurgårdens IF avec qui il termine meilleur pointeur du championnat. En 1979, il rejoint l'Amérique du Nord. Il joue deux matchs avec les Checkers d'Indianapolis avant de rejoindre les Islanders de New York de la Ligue nationale de hockey. Il remporte la Coupe Stanley en 1980, 1981, 1982 et en 1983.

## Statistiques
| Saison     | Équipe                  | Ligue      |     | Saison régulière | Saison régulière | Saison régulière | Saison régulière | Saison régulière |    | Séries éliminatoires | Séries éliminatoires | Séries éliminatoires | Séries éliminatoires | Séries éliminatoires |
| Saison     | Équipe                  | Ligue      | PJ  | B                | A                | Pts              | Pun              | PJ               | B  | A                    | Pts                  | Pun                  |                      |                      |
| 1970-1971  | Falu IF                 | Division 2 | 16  | 6                |                  | 6                |                  |                  |    |                      |                      |                      |                      |                      |
| 1971-1973  | Falu IF                 | Division 2 | 18  | 15               |                  | 15               |                  |                  |    |                      |                      |                      |                      |                      |
| 1972-1973  | IF Tunabro              | Division 1 | 20  | 6                | 4                | 10               | 4                |                  |    |                      |                      |                      |                      |                      |
| 1973-1974  | IF Tunabro              | Division 1 | 27  | 13               | 10               | 23               | 26               |                  |    |                      |                      |                      |                      |                      |
| 1974-1975  | MODO hockey             | Division 1 | 28  | 30               | 16               | 46               | 26               |                  |    |                      |                      |                      |                      |                      |
| 1975-1976  | MODO hockey             | Elitserien | 36  | 11               | 16               | 27               | 33               |                  |    |                      |                      |                      |                      |                      |
| 1976-1977  | Södertälje SK           | Elitserien | 31  | 14               | 9                | 23               | 28               |                  |    |                      |                      |                      |                      |                      |
| 1977-1978  | Sodertalje SK           | Elitserien | 30  | 5                | 8                | 13               | 10               |                  |    |                      |                      |                      |                      |                      |
| 1978-1979  | Djurgårdens IF          | Elitserien | 36  | 25               | 22               | 47               | 32               |                  |    |                      |                      |                      |                      |                      |
| 1979-1980  | Checkers d'Indianapolis | LCH        | 2   | 0                | 2                | 2                | 0                |                  |    |                      |                      |                      |                      |                      |
| 1979-1980  | Islanders de New York   | LNH        | 76  | 22               | 30               | 52               | 16               |                  |    |                      |                      |                      |                      |                      |
| 1980-1981  | Islanders de New York   | LNH        | 78  | 36               | 28               | 64               | 32               | 12               | 4  | 3                    | 7                    | 10                   |                      |                      |
| 1981-1982  | Islanders de New York   | LNH        | 58  | 18               | 22               | 40               | 18               | 19               | 1  | 6                    | 7                    | 8                    |                      |                      |
| 1982-1983  | Islanders de New York   | LNH        | 55  | 6                | 8                | 14               | 33               | 20               | 3  | 12                   | 15                   | 12                   |                      |                      |
| 1983-1984  | Islanders de New York   | LNH        | 54  | 9                | 14               | 23               | 24               | 17               | 2  | 2                    | 4                    | 2                    |                      |                      |
| 1984-1985  | Islanders de New York   | LNH        | 51  | 10               | 8                | 18               | 26               | 10               | 2  | 0                    | 2                    | 0                    |                      |                      |
| Totaux LNH | Totaux LNH              | Totaux LNH | 372 | 101              | 110              | 211              | 149              | 78               | 12 | 23                   | 35                   | 32                   |                      |                      |

## Trophées et honneurs personnels
- 1978-1979 : Guldpucken.
- 1979 : élu dans l'équipe suédoise des étoiles.

## Carrière internationale
Il a participé à la Coupe Canada 1981 avec l'équipe de Suède.

## Carrière d'entraîneur
Il a notamment entraîné le club de Chamonix et en Italie.

## Parenté dans le sport
Il est le père des hurdleuses Jenny et Susanna Kallur.